# 오규봉
오규봉(吳奎鳳, 1928년 10월 4일 ~ 1952년 10월 12일)은 대한민국의 군인으로 백마 고지 전투에서 싸우다 전사했다.
충남 천원군 성환면 출생으로 성환중학교를 중퇴한 후 1952년 4월 11일 육군에 입대하여 군번을 부여받고 제9사단 30연대 1중대 1소대 소총수로 복무하였다. 
1952년 10월 6일부터 전개된 백마 고지 전투에서 참여해 임무를 수행하던 중 1952년 10월 12일 전사했다. 
사후 1953년 7월 1일 을지무공훈장이 추서되었고 유해는 서울 동작동 국립현충원에 안장되어 있다.